# Lijst van voetbalinterlands Algerije - Mali
Deze lijst van voetbalinterlands is een overzicht van alle officiële voetbalwedstrijden tussen de nationale teams van Algerije en Mali. De Afrikaanse buurlanden hebben tot op heden 21 keer tegen elkaar gespeeld. De eerste ontmoeting was een wedstrijd tijdens de Afrikaanse Spelen 1965 in Brazzaville (Congo-Brazzaville) op 23 juli 1965. Het laatste duel, een vriendschappelijke wedstrijd, werd gespeeld op 16 november 2022 in Oran.

## Wedstrijden
| №  | Plaats      | Datum             | Competitie                   | Wedstrijd       | Uitslag |
| -- | ----------- | ----------------- | ---------------------------- | --------------- | ------- |
| 1  | Brazzaville | 23 juli 1965      | Afrikaanse Spelen 1965       | Mali − Algerije | 2 − 1   |
| 2  | Algiers     | 5 februari 1967   | Afrika Cup 1968 kwalificatie | Algerije − Mali | 1 − 0   |
| 3  | Bamako      | 12 maart 1967     | Afrika Cup 1968 kwalificatie | Mali − Algerije | 0 − 3   |
| 4  | Algiers     | 10 april 1981     | Afrika Cup 1982 kwalificatie | Algerije − Mali | 5 − 1   |
| 5  | Bamako      | 19 april 1981     | Afrika Cup 1982 kwalificatie | Mali − Algerije | 3 − 0   |
| 6  | Bamako      | 21 oktober 1995   | Vriendschappelijk            | Mali − Algerije | 0 − 2   |
| 7  | Bamako      | 26 januari 1997   | Afrika Cup 1998 kwalificatie | Mali − Algerije | 1 − 0   |
| 8  | Algiers     | 13 juli 1997      | Afrika Cup 1998 kwalificatie | Algerije − Mali | 1 − 0   |
| 9  | Bamako      | 28 januari 2002   | Afrika Cup 2002              | Mali − Algerije | 2 − 0   |
| 10 | Algiers     | 15 januari 2004   | Vriendschappelijk            | Algerije − Mali | 0 − 2   |
| 11 | Arles       | 12 juni 2005      | Vriendschappelijk            | Algerije − Mali | 0 − 3   |
| 12 | Rouen       | 20 november 2007  | Vriendschappelijk            | Algerije − Mali | 3 − 2   |
| 13 | Rouen       | 18 november 2008  | Vriendschappelijk            | Algerije − Mali | 1 − 1   |
| 14 | Luanda      | 14 januari 2010   | Afrika Cup 2010              | Mali − Algerije | 0 − 1   |
| 15 | Ouagadougou | 10 juni 2012      | WK 2014 kwalificatie         | Mali − Algerije | 2 − 1   |
| 16 | Blida       | 10 september 2013 | WK 2014 kwalificatie         | Algerije − Mali | 1 − 0   |
| 17 | Blida       | 10 september 2014 | Afrika Cup 2015 kwalificatie | Algerije − Mali | 1 − 0   |
| 18 | Bamako      | 19 november 2014  | Afrika Cup 2015 kwalificatie | Mali − Algerije | 2 − 0   |
| 19 | Doha        | 16 juni 2019      | Vriendschappelijk            | Algerije − Mali | 3 − 2   |
| 20 | Blida       | 6 juni 2021       | Vriendschappelijk            | Algerije − Mali | 1 − 0   |
| 21 | Oran        | 16 november 2022  | Vriendschappelijk            | Algerije − Mali | 1 − 1   |

## Samenvatting
| Competitie              | Totaal gespeeld | Winst Algerije | Gelijk | Winst Mali | Doelsaldo Algerije – Mali |
| ----------------------- | --------------- | -------------- | ------ | ---------- | ------------------------- |
| WK-kwalificatie         | 2               | 1              | 0      | 1          | 2 − 2                     |
| Afrika Cup              | 2               | 1              | 0      | 1          | 1 − 2                     |
| Afrika Cup-kwalificatie | 8               | 5              | 0      | 3          | 11 − 7                    |
| Afrikaanse Spelen       | 1               | 0              | 0      | 1          | 1 − 2                     |
| Vriendschappelijk       | 8               | 4              | 2      | 2          | 15 − 17                   |
| Totaal                  | 21              | 11             | 2      | 8          | 30 − 30                   |

Wedstrijden bepaald door strafschoppen worden, in lijn met de FIFA, als een gelijkspel gerekend.

## Details

### Tiende ontmoeting
| Vriendschappelijk (Algiers, Algerije, 15 januari 2004): |       |                                     |
| Algerije                                                | 0 – 2 | Mali                                |
|                                                         | goals | 8' Dramane Traoré 57' Bassala Touré |

### Dertiende ontmoeting
| Vriendschappelijk (Rouen, Frankrijk, 18 november 2008): |       |                    |
| Algerije                                                | 1 – 1 | Mali               |
| Cherif Abdeslam 90'                                     | goals | 13' Cheick Diabaté |